# Cadier en Keer
Cadier en Keer (en limburguès Keer) és un antic municipi a l'extrem sud de la província de Limburg als Països Baixos prop de la frontera amb Bèlgica.
Durant l'antic règim la part meridional (Cadier) pertanyia al «País de Dalhem» un comtat independent que el 1244 va esdevenir un feu del ducat de Brabant i la part septentrional (Keer) al feu de Heer (ara Maastricht) que depenia del capítol de la col·legiata de Sant Servaci. A la fi de la Guerra dels Vuitanta Anys el 1661, després del Tractat de partició amb la Corona de Castella el seu territori va ser cedit als Estats Generals dels Països Baixos. Els barris Keer i Sint-Antoniusbank van ser afegit al municipi de Heer a la reforma administrativa durant l'ocupació francesa (1795-1814), Cadier va esdevenir municipi. El 1828, durant el Regne Unit dels Països Baixos Cadier, Keer i Sint-Antoniusbank van fusionar i formar Cadier en Keer. El 1831 tot el territori passà a Bèlgica, però després del Tractat de Londres (1839) Guillem I dels Països Baixos va recuperar Maastricht i la part de Limburg entra de la riba dreta del Mosa i la frontera alemanya. Va fusionar el 1982 amb Margraten que al seu torn el 2011 va ser integrat en el municipi Eijsden-Margraten.

## Una etimologia interessant: dos noms diferents amb el mateix origen
A la primera impressió no s'hi pensaria que Cadier i Keer són les mateixes paraules derivades de la mateixa paraula llatina * calidarias, la primera romànica, la segona germànica, L'etimologia de les dues noms és un exemple destacat de la història lingüística de la zona del Limburg meridional. Va ser romanitzada durant l'època romana, quan va tenir el nom llatí * calidarias, lloc on hi ha banys calents. La pèrdua de les terminacions de declinació «-ias» és usual en les llengües romàniques. Així com al nord de la zona romànica la vocalització de la «L» i subseqüentment l'elisió en el francès i neerlandès antic el que dona la forma Cadir, encara utilitzat el 1358. L'elisió o la vocalització de la -d- entre dos vocals és un altre fenomen freqüent del neerlandès el que donaria * Cair. Finalment l'evolució freqüent del diftong «ae» o «ai» cap al vocal «é» resulta en la paraula Keer. El 1736 es troba la menció escrita «Cadier ofte (=o) Keer». Mentrestant es va començar utilitzant la paraula Keer per a la part septentrional, i Cadier per a la part meridional, que probablement durant un cert temps s'ha mantingut com una «illa» romànica fins que la població va passar al neerlandès limburguès. Els dos pobles van ser reunits en un municipi únic el 1828, amb un nom doble.